# M/S Bore av Västerås
Bore av Västerås är en bogserbåt stationerad i Västerås.
Bogserbåten Bore av Västerås byggdes för Landskrona stads hamnstyrelse och levererades som BORE 1962. Bore köptes 1980 av Västerås kommun och namnet ändrades till Bore av Västerås. Bore av Västerås övergick 1998 till Västerås Hamn AB. Bore av Västerås övergick vid en fusion 2003 till Mälarhamnar AB.